# دانشکده علوم و فناوری های میان رشته ای دانشگاه تهران
دانشکدگان علوم و فناوری‌های میان رشته‌ای دانشگاه تهران یکی از دانشکدگان مستقل دانشگاه تهران است که رشته‌های مختلف علوم و فناوری در آن آموزش داده می‌شود. دانشکدگان علوم و فناوری‌های میان رشته‌ای یکی از معدود نهادهای دانشگاهی معتبر ایران در رشته‌های مهندسی علوم زیستی و مهندسی پزشکی، مهندسی هوافضا، مهندسی انرژی‌های نو و محیط زیست و سامانه‌های هوشمند (مکاترونیک، ریزفناوری، شبکه و هوش مصنوعی) است.

## تاریخچه
توسعه علوم و فناوری‌های نوین میان‌رشته‌ای در جهان، مسئولان وقت دانشگاه تهران را به این سمت سوق داد تا نماد آموزش عالی کشور از قافله جریان علمی جهان عقب نماند، بنابراین پس از بررسی‌های لازم تصمیم گرفته شد تا دانشکده‌ای با مأموریت جدید جهت جذب نخبگان و پژوهشگران و انجام پژوهش‌های کاربردی میان‌رشته‌ای به منظور خلق و ارائه دانش مورد نیاز جامعه به مراکز صنعتی و ملی و ترویج باور کارآفرینی در بین دانش‌آموختگان و با چشم‌انداز و اهداف بلند ایجاد شود.
دانشکده علوم و فنون نوین دانشگاه تهران در تاریخ ۵ بهمن ۱۳۸۸ به تصویب هیئت‌امنای دانشگاه تهران رسید و در تاریخ ۳۰ فروردین ۱۳۹۰ به دست رئیس‌جمهور وقت افتتاح گردید.البته جذب هیئت‌علمی و دانشجو از نیمه دوم سال ۱۳۸۹ آغاز گردید. در حال حاضر دانشکده دارای 90 عضو هیئت علمی تمام وقت و ۱۰۰۰ دانشجو در مقطع ارشد و دکتری است
در آذر ۱۴۰۲ به تأیید هیئت مؤسسان دانشگاه تهران، دانشکده علوم و فنون نوین دانشگاه تهران ارتقا پیدا کرده و ششمین دانشکدگان دانشگاه تهران را با نام دانشکدگان علوم و فناوری‌های میان رشته‌ای تشکیل داده است.

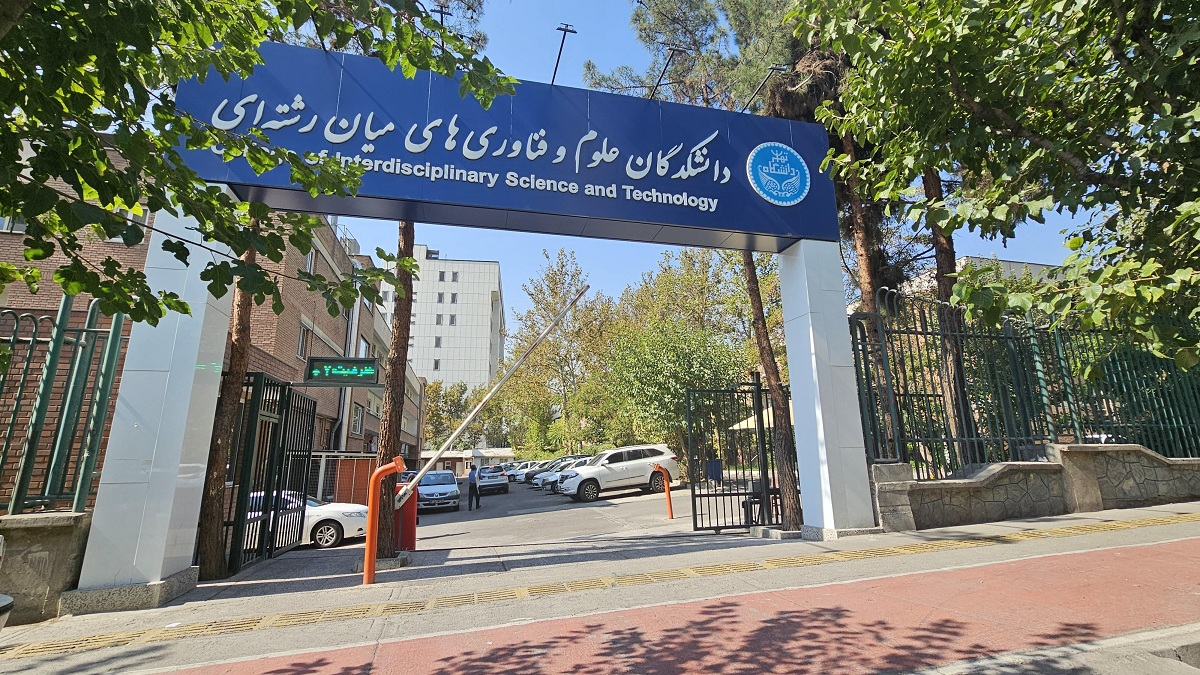

## روسای قبلی دانشکده
- دکتر قاسم عموعابدینی دوره ریاست:۱۳۹۱–۱۳۸۹تخصص: مهندسی شیمی
- دکتر حسن جلیلی دوره ریاست:۱۳۹۴–۱۳۹۱ تخصص: بیوتکنولوژی
- دکتر محمود کمره ای دوره ریاست:۱۳۹۹–۱۳۹۴ تخصص: مخابرات | الکترونیک
- دکتر علی حسین رضایان دوره ریاست:۱۴۰۲–۱۳۹۹ تخصص: شیمی | نانوبیوتکنولوژی
- دکتر فرامز خدائیان دوره ریاست:تا کنون-۱۴۰۲ تخصص: صنایع غذایی

## دانشکده‌ها
- مهندسی انرژی‌های و منابع پایدار
- سامانه‌های هوشمند
- مهندسی علوم زیستی
- مهندسی هوافضا